# Магомедов, Камиль Магомедович
Камиль Магомедович Магомедов (род. 14 апреля 1981, Махачкала) — российский дзюдоист, призёр чемпионатов России, обладатель Кубка Европы, мастер спорта России международного класса.

## Карьера
В 2002 году стал серебряным призёром первенства России среди молодёжи, а на следующий год — бронзовым. В 2006 году стал бронзовым призёром чемпионата страны среди взрослых, а в 2009 году повторил этот успех. В 2006 году стал бронзовым призёром мемориала Владимира Гулидова, и дважды (в 2008 и 2010 годах) становился победителем этого турнира. В 2008 году победил на мемориале Хмелёва-Анохина.

## Спортивные результаты
- Первенство России 2002 года среди молодёжи — ;
- Первенство России 2003 года среди молодёжи — ;
- Мемориал Владимира Гулидова 2006 года — ;
- Чемпионат России по дзюдо 2006 года — ;
- Мемориал Владимира Гулидова 2008 года — ;
- Мемориал Хмелёва-Анохина 2008 года — ;
- Чемпионат России по дзюдо 2009 года — ;
- Мемориал Владимира Гулидова 2010 года — ;